# Grenivíkurvegur
Der Grenivíkurvegur ist eine Hauptstraße im Nordosten von Island.
Er verläuft am Ostufer des Eyjafjörðurs von der Ringstraße  nach Norden bis in den Ort Grenivík.
Der Grenivíkurvegur beginnt am Kreisverkehr vor dem Vaðlaheiðargöng.
Svalbarðseyri ist der Hauptort der Gemeinde Svalbarðsströnd.
Der jetzige Víkurskarðsvegur 84 führt über den Passe Víkurskarð, der nicht wintersicher ist.
Darum wurde der Tunnel gebaut.
Diese ersten 12 km gehörten bis 2018 noch zu der Ringstraße.
Laufás ist einer der wenigen verbliebenen Torfhöfe und kann als Museum besichtigt werden.
Die Fnjóská ist ein 117 km langer Quellfluss.
Die 142 m lange Brücke wurde im Jahr 2000 gebaut.
Der 22 km Fnjóskadalsvegur eystri  verläuft nördlich später östlich der Flusses bis zur Ringstraße.
Der Leirdalsheiðarvegur  ist ein 27 km langer Fjallvegur und führt bis an die Nordküste der Halbinsel Flateyjarskagi.
In Grenivík endet der vollständig asphaltierte Grenivíkurvegur nach 33 km.